# 마르코 페렐라
마르코 페렐라(Marco Perella, 1949년 5월 18일 ~ )는 미국의 배우이다.
텍사스주에서 태어났다.

## 출연 작품
- 어 굿 선 (2019년) - 토미 역
- 더 골든 럿 (2016년)
- 더 데빌스 캔디 (2015년)
- 보이후드 (2014년) - 빌 웰브록 교수 역
- This Is Where We Live (2013)
- 스캐너 다클리 (2006년)
- 패스트 푸드 네이션 (2006년)
- 트러블 러브 (2005년)
- 더 킹 (2005년)
- 씬 시티 (2005년)
- 데이비드 게일 (2003년)
- 피크닉 (2000년)
- 그들만의 계절 (1999년)
- 홈 프라이스 (1998년)
- 키즈 투 툴사 (1997년)
- 터스키기 에어맨 (1995년)
- 위장 살인 (1995년) - 웨이터 역
- 퍼펙트 월드 (1993년)
- 위험한 유혹 (1991년)
- 전격 Z작전 2000 (1991년)
- JFK (1991년)
- 블랙 스노우 (1989년)
- 나이트 게임 (1989년)
- 코헨과 데이트 (1989년)
- 삼각 관계 (1988년)
- 죽음의 카운트다운 (1988년)

### 텔레비전
- 시티 레인져 (1993-99)
- 프라이데이 나이트 라이츠 (2008)